# Красная Сибирь (кондитерская фабрика)
Красная Сибирь — кондитерская фабрика, основанная в 1927 году. Расположена в Центральном районе Новосибирска.

## История
Предприятие основано в 1927 году в Новосибирске на базе промыслово-кооперативной артели.
В 1936 году фабрику разместили в адаптированном для производства помещении.
В 1942 году «Красная Сибирь» изготовила 3860 тонн кондитерских изделий.
В конце 1960-х годов были реконструированы основные фабричные цехи, благодаря чему производство возросло до 19 тысяч тонн в год.
В 1970—1980-е годы «Красная Сибирь» вместе с «Новосибирской шоколадной фабрикой» входила в Новосибирский кондитерский комбинат.
В 1998 году на базе предприятия было учреждено ООО «Кондитер», но уже в 2004 году фабрика возвращает себе название «Красная Сибирь».

## Производство
Фабрика производит кондитерские изделия: шоколадные батончики и вафли.

## Руководители
- П. С. Бурганов (1941—1942, 1946—1963)
- А. Д. Семёнов (1963—1966)
- Н. И. Буторина (1967—1971)
- Г. А. Шелепов (1972—1982)
- Б. М. Давбер (с 1983 года), заслуженный работник пищевой индустрии Российской Федерации[3][1]